# New York Bluefins
New York Bluefins byl profesionální americký klub ledního hokeje, který sídlil v Ciceru ve státě New York. Založen byl v roce 2010 pod názvem Broome County Barons, se sídlem v Cape Cod ve státě Massachusetts. Svůj poslední název nesl do roku 2012, kdy se klub přestěhoval do Newyorské aglomerace. V letech 2010–2013 působil v profesionální soutěži Federal Hockey League. Bluefins ve své poslední sezóně v FHL skončily v základní části. Klubové barvy byly námořnická modř, nebeská modř a bílá.

## Historické názvy
Zdroj: 
- 2010 – Broome County Barons
- 2010 – Cape Cod Barons
- 2011 – Cape Cod Bluefins
- 2012 – New York Bluefins

## Přehled ligové účasti
Zdroj: 
- 2010–2013: Federal Hockey League